# ناحیه الخورن کروو، شهرستان کرول، ایلینوی
ناحیه الخورن کروو، شهرستان کرول، ایلینوی (به انگلیسی: Elkhorn Grove Township) یک منطقهٔ مسکونی در ایالات متحده آمریکا است که در شهرستان کرول، ایلینوی واقع شده‌است. ناحیه الخورن کروو ۲۲۹ نفر جمعیت دارد و ۲۶۴ متر بالاتر از سطح دریا واقع شده‌است.